# ザクスピード・841
ザクスピード・841は、ポール・ブラウンを責任者として設計されたF1マシンで、1985年シーズンにザクスピードチームが使用した。

## 概要
ザクスピードがF1で使用した初年度のF1マシンである。元シェブロン・カーズのデザイナー、ポール・ブラウンが制作。ザクスピード自製の直列4気筒1500ccターボエンジンを搭載していた。841のモノコックはアルミハニカムとカーボン/ケブラー複合材で作られた。
ザクスピードは1984年のニュルブルクリンクでF1世界選手権にデビューする計画を立てていたが、ドイツの鉄鋼労働者ストライキの影響などによりマシンテストが十分に行えなかったため、同レースに先立ち車両は公開されたが、'84年中の参戦は見送られた。

## シャーシ履歴
841は2台が作製された。
最初のモノコック（1号車）は1984年の5月から6月にかけて作製され、9月に車両が公開されるとそれ以後のテストおよび1985年のレースに使用された。2号車は1985年フランスグランプリで初めて持ち込まれ、このレースから1号車はスペアカーとして使用された。

## F1における全成績
ザクスピードはジョナサン・パーマーをドライバーとして、ヨーロッパラウンドのみに参加した。ヨーロッパラウンドのレース数は11だったが、パーマーがスパ1000kmレースのプラクティスで負傷したためにチームは翌週の1985年イタリアグランプリを欠場し、最終的に10レースに参戦した。イタリアグランプリ以降のレースではクリスチャン・ダナーがドライバーを務めた。このシーズン、レースを完走したのは第4戦の1985年モナコグランプリのみで、パーマーが11位を記録した。
(key) （太字はポールポジション）
| 年     | チーム       | エンジン                   | タイヤ | No. | ドライバー | 1   | 2   | 3   | 4   | 5   | 6   | 7   | 8   | 9   | 10  | 11  | 12  | 13  | 14  | 15  | 16  | ポイント | 順位 |
| ------ | ------------ | -------------------------- | ------ | --- | ---------- | --- | --- | --- | --- | --- | --- | --- | --- | --- | --- | --- | --- | --- | --- | --- | --- | -------- | ---- |
| 1985年 | ザクスピード | ザクスピード 1500/4 S4 t/c | G      |     |            | BRA | POR | SMR | MON | CAN | DET | FRA | GBR | GER | AUT | NED | ITA | BEL | EUR | RSA | AUS | 0        | NC   |
| 1985年 | ザクスピード | ザクスピード 1500/4 S4 t/c | G      | 30  | パーマー   |     | Ret | DNS | 11  |     |     | Ret | Ret | Ret | Ret | Ret |     |     |     |     |     | 0        | NC   |
| 1985年 | ザクスピード | ザクスピード 1500/4 S4 t/c | G      | 30  | ダナー     |     |     |     |     |     |     |     |     |     |     |     |     | Ret | Ret |     |     | 0        | NC   |